# Stazione di Ibaraki-shi
La Stazione di Ibaraki-shi (茨木市駅?, Ibaraki-shi-eki) è una stazione ferroviaria delle Ferrovie Hankyū situata a Ibaraki, nella prefettura di Ōsaka.

## Linee
- Ferrovie Hankyū
  - ■ Linea principale Hankyū Kyōto